# Basílica da Natividade

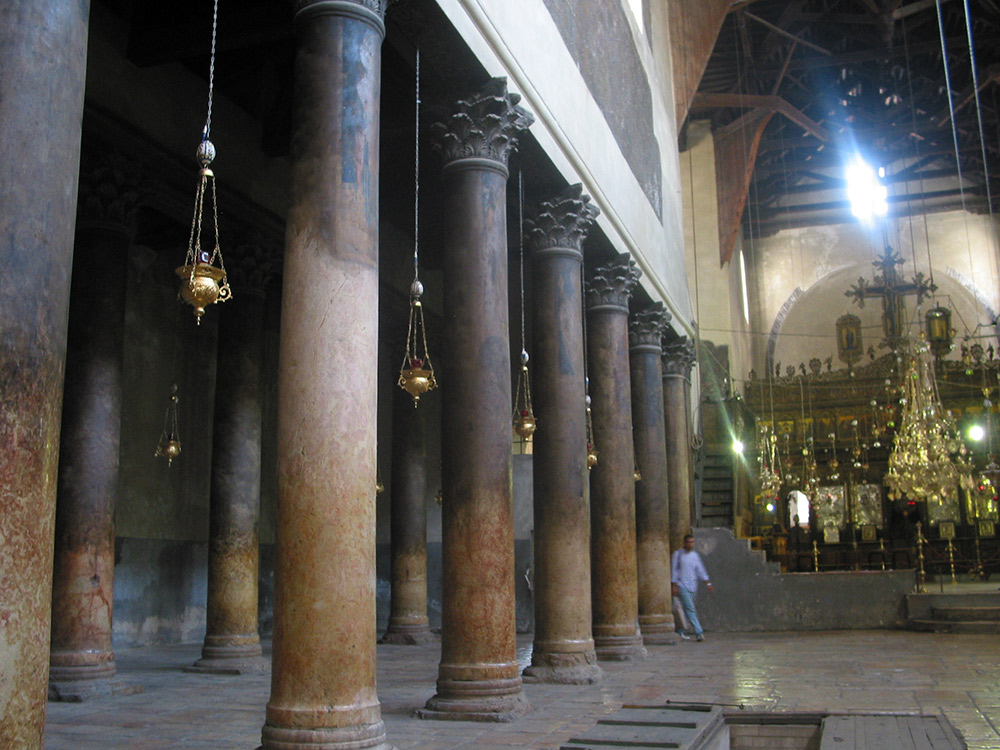
Interior da Basílica da Natividade.

A Basílica da Natividade (em hebraico: כנסיית המולד, e em árabe: كنيسة المهد), também conhecida como Igreja da Natividade, localizada em Belém, no Estado de Israel, é uma das mais antigas igrejas ainda em uso no mundo. Sua estrutura foi construída sobre uma caverna que a tradição cristã marca como o local de nascimento de Jesus. 

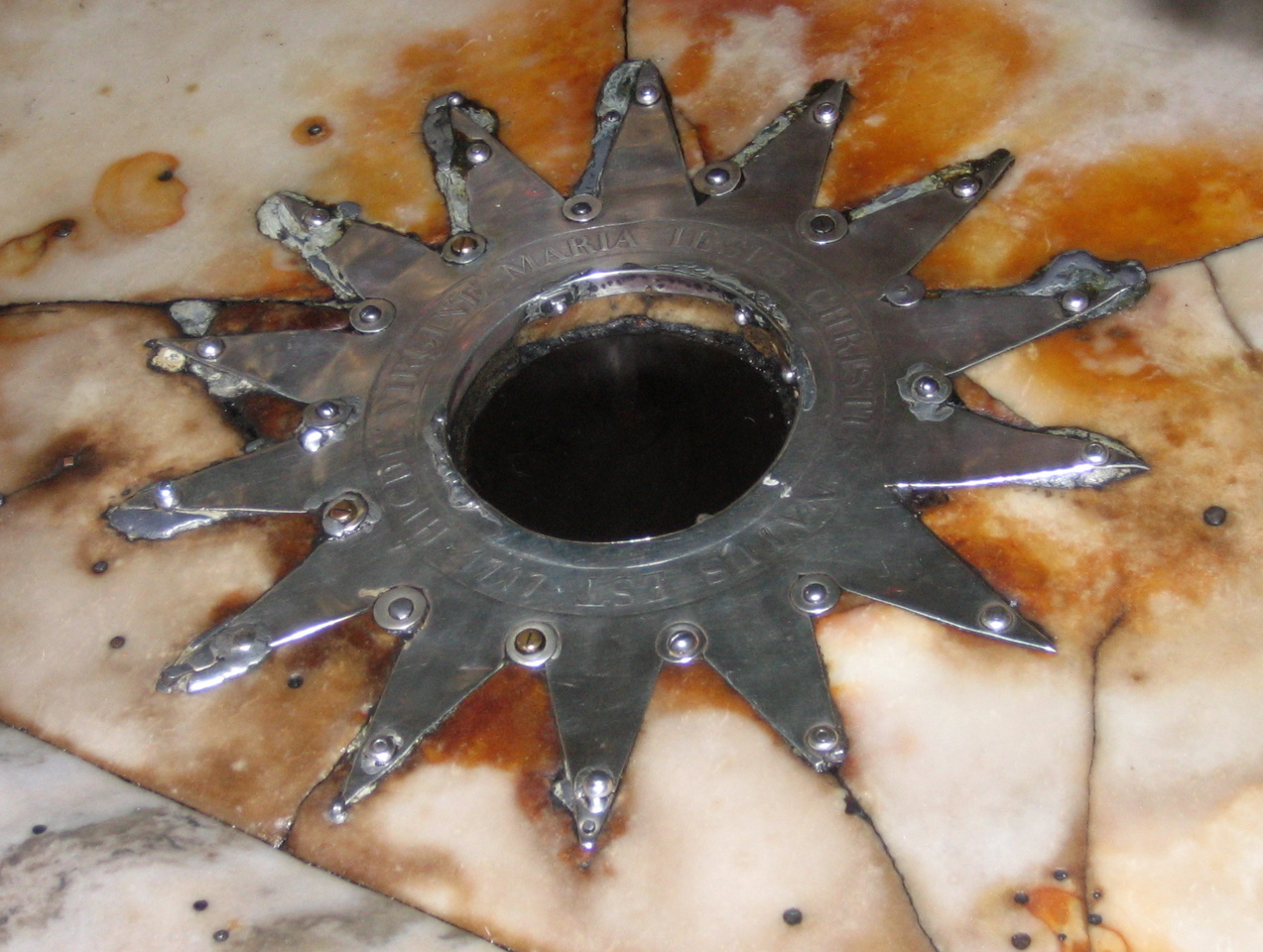
A estrela de prata marca o local tido como o ponto exato do nascimento de Jesus.

Sua construção data do ano de 326, quando teria sido ordenada por Helena de Constantinopla, mãe do imperador romano Constantino. Não se tem muita certeza de que a igreja é o local onde Jesus Cristo nasceu, mas sabe-se que a igreja foi disputada ao longo dos anos. Atualmente ela pertence às Igrejas Católica, Ortodoxa e Armênia

## História
O local sagrado conhecida como a Gruta da Natividade, em que a Igreja da Natividade fica no topo, é hoje associado com a caverna em que o nascimento de Jesus de Nazaré ocorreu. Em 135 d.C., o imperador romano Adriano ordenou a construção de um local de culto para Adônis, o deus grego da beleza e do desejo. Um padre da Igreja, Jerônimo, observou antes de sua morte, em 420 d.C., que a caverna da natividade estava em um ponto consagrado pelos pagãos ao culto de Adônis, e que um bosque agradável foi plantado lá, a fim de acabar com a memória de Jesus Cristo. Embora alguns estudiosos modernos disputem este argumento e insistam que o culto de Adônis originou o santuário e que foram os cristãos que assumiram o controle, a associação do local com o nascimento de Jesus é atestada pelo apologista cristão Justino, o Mártir (c. 100-165 d.C.), que observou em sua obra Diálogo com Trifão que a Sagrada Família (José, Maria e o menino Jesus) se refugiou em uma caverna fora da cidade:
"José pegou seus aposentos em uma determinada caverna perto da aldeia (Belém), e enquanto eles estavam lá Maria deu à luz o Cristo e colocou-o numa manjedoura, e aqui os Magos que vieram da Arábia encontraram ele." (capítulo LXXVIII).
Além disso, o filósofo grego Orígenes de Alexandria (185 d.C. - cerca de 254 d.C.) escreveu a respeito do local:
Em Belém, a caverna é apontada onde nasceu, e a manjedoura na caverna onde ele foi envolto em panos. E o boato é nesses lugares, e entre os estrangeiros da fé, que na verdade Cristo nasceu em uma caverna que é adorada e venerada pelos cristãos. (Contra Celso, livro I, capítulo LI).
A primeira basílica neste local foi iniciada por Helena de Constantinopla, mãe do Imperador Constantino, o Grande. Sob a supervisão do bispo Macário de Jerusalém, a construção começou em 327 e foi concluída em 333. A construção desta igreja primitiva era realizada como parte de um projeto maior após o Primeiro Concílio de Niceia, durante o reinado de Constantino a construir nos locais supostamente relacionados à vida de Jesus Cristo. O projeto da basílica foi centrado em torno de três grandes seções arquitetônicas: uma rotunda octogonal sobre a área onde acredita-se que Jesus de Nazaré nasceu, um átrio quadrado de 45×28 m; e adro duas edificações de 29×28 m. A estrutura foi incendiada e destruída em uma rebelião entre os judeus e os samaritanos na Palestina Prima em 529 ou 556. A basílica que existe atualmente é a que foi reconstruída pelo imperador romano Justiniano I. Quando os persas, comandados por Cosroes II invadiram Jerusalém e a Palestina em 614, não chegaram a destruir a estrutura. Segundo a lenda, seu comandante foi movido pela representação no interior da igreja os Três Reis Magos vestindo roupas persas, e ordenou que o edifício fosse poupado da destruição. Os cruzados no século XI fizeram mais reparos e adições ao edifício durante o Reino de Jerusalém com a permissão e ajuda dada pelo imperador bizantino, e o primeiro rei de Jerusalém que foi coroado na igreja. Ao longo dos anos, o composto foi ampliado e hoje abrange cerca de 12 mil metros quadrados. A igreja foi uma das causas diretas para a participação francesa na Guerra da Crimeia contra a Rússia. Em 2002, Israel invadiu Belém (que fica em território palestino) em busca de militantes muçulmanos. Um grupo deles se refugiou dentro da basílica da Natividade e acabou ficando por lá com alguns civis por 39 dias – enquanto os israelenses fizeram um cerco à igreja exigindo a rendição dos militantes muçulmanos – que acabaram sendo exilados na Europa e na faixa de Gaza.
Em 2012 foi classificada pela UNESCO como Patrimônio da Humanidade.

## Galeria

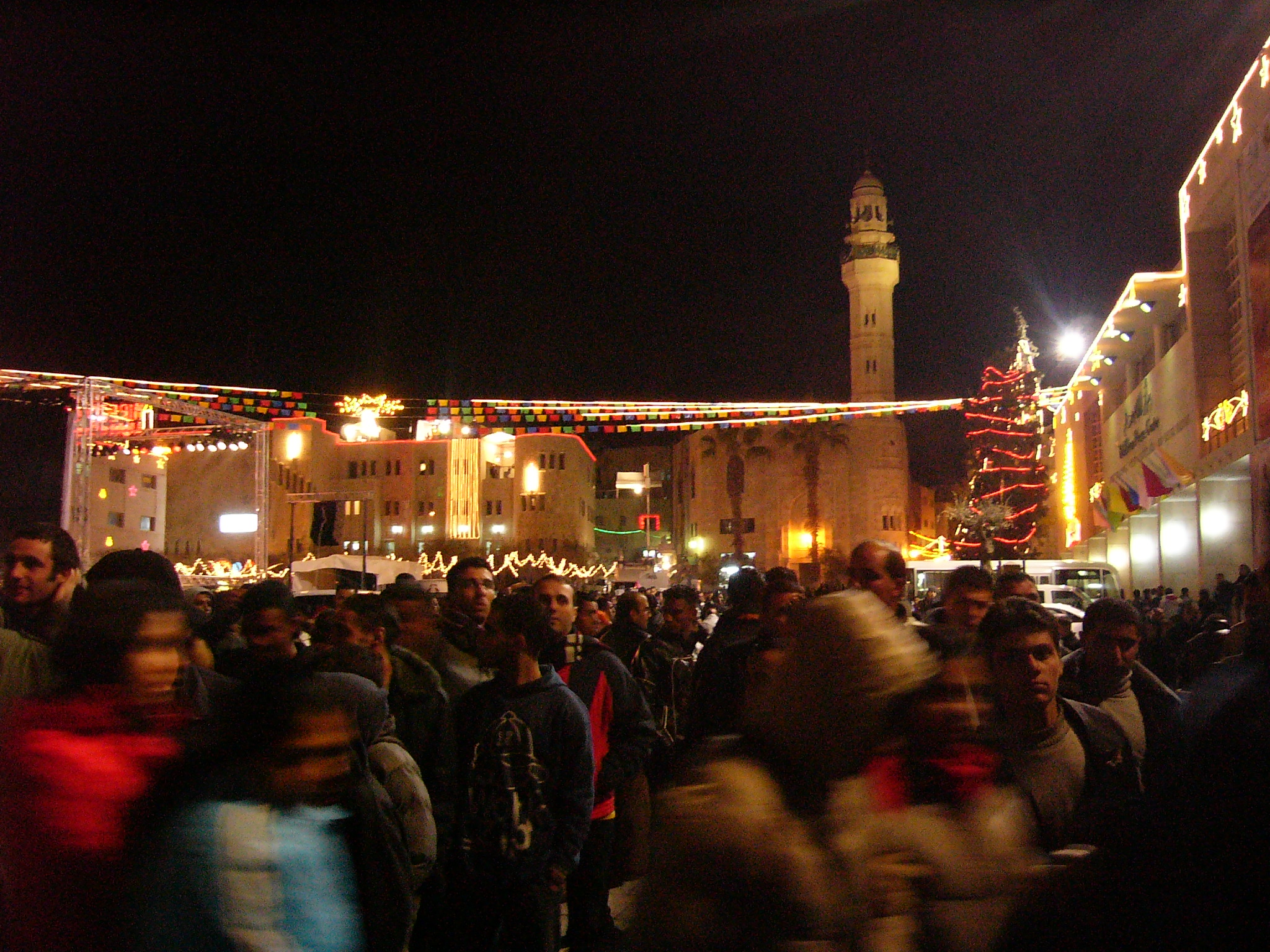
Véspera de Natal 2006 na Praça da Manjedoura
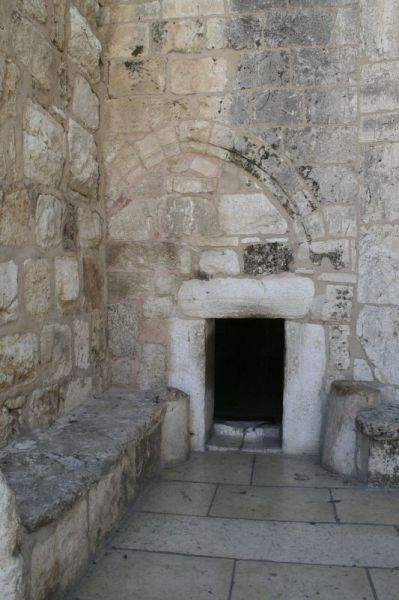
A Porta da Humildade, entrada principal na Igreja
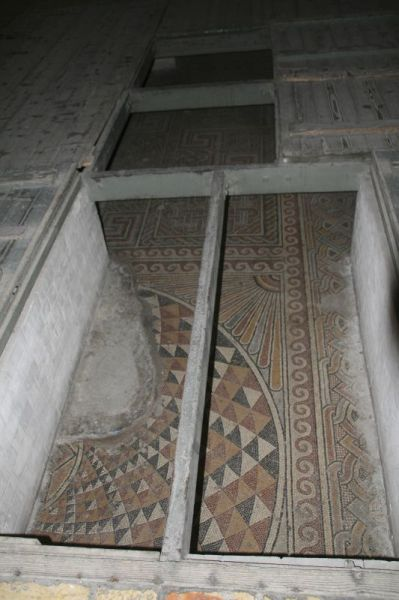
Piso de mosaico do século 4 de Constantino redescoberto em 1934
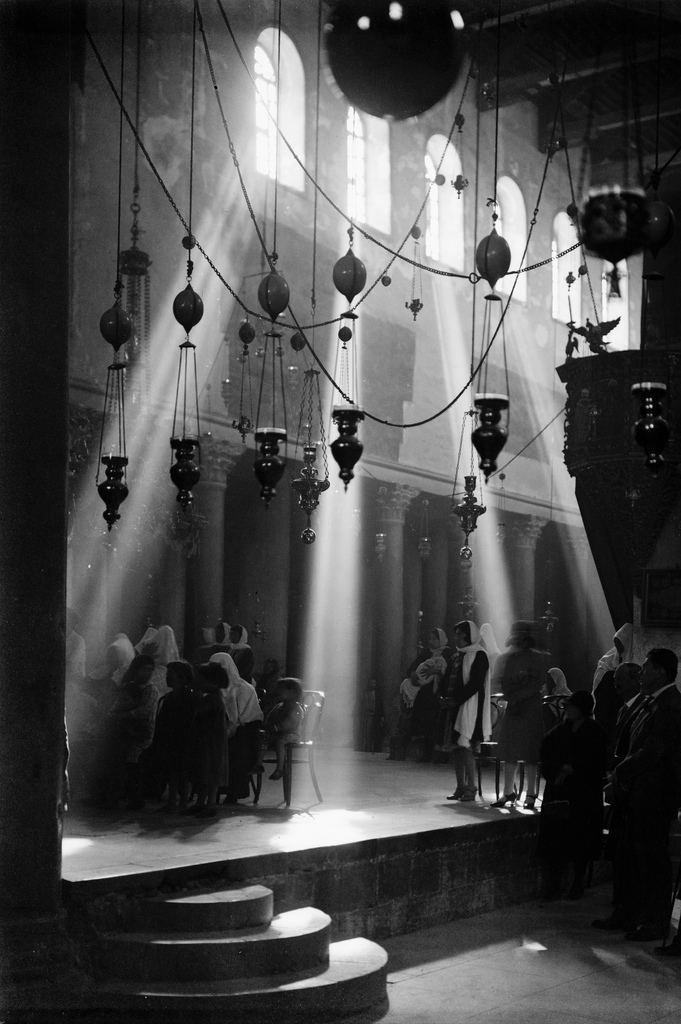
O interior da Igreja da Natividade por volta de 1936, fotografado por Lewis Larsson
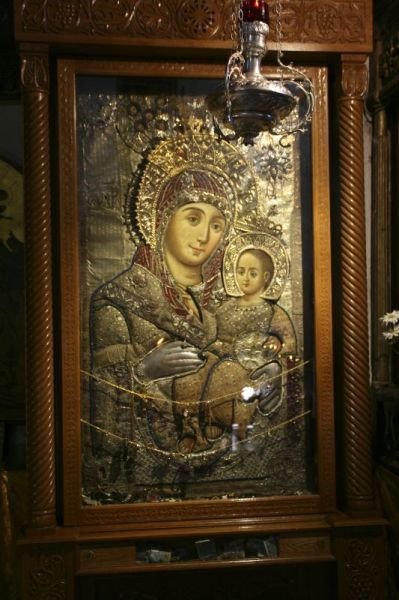
Ícone de Maria e Jesus ("Maria de Belém") perto da escadaria para a Gruta da Natividade
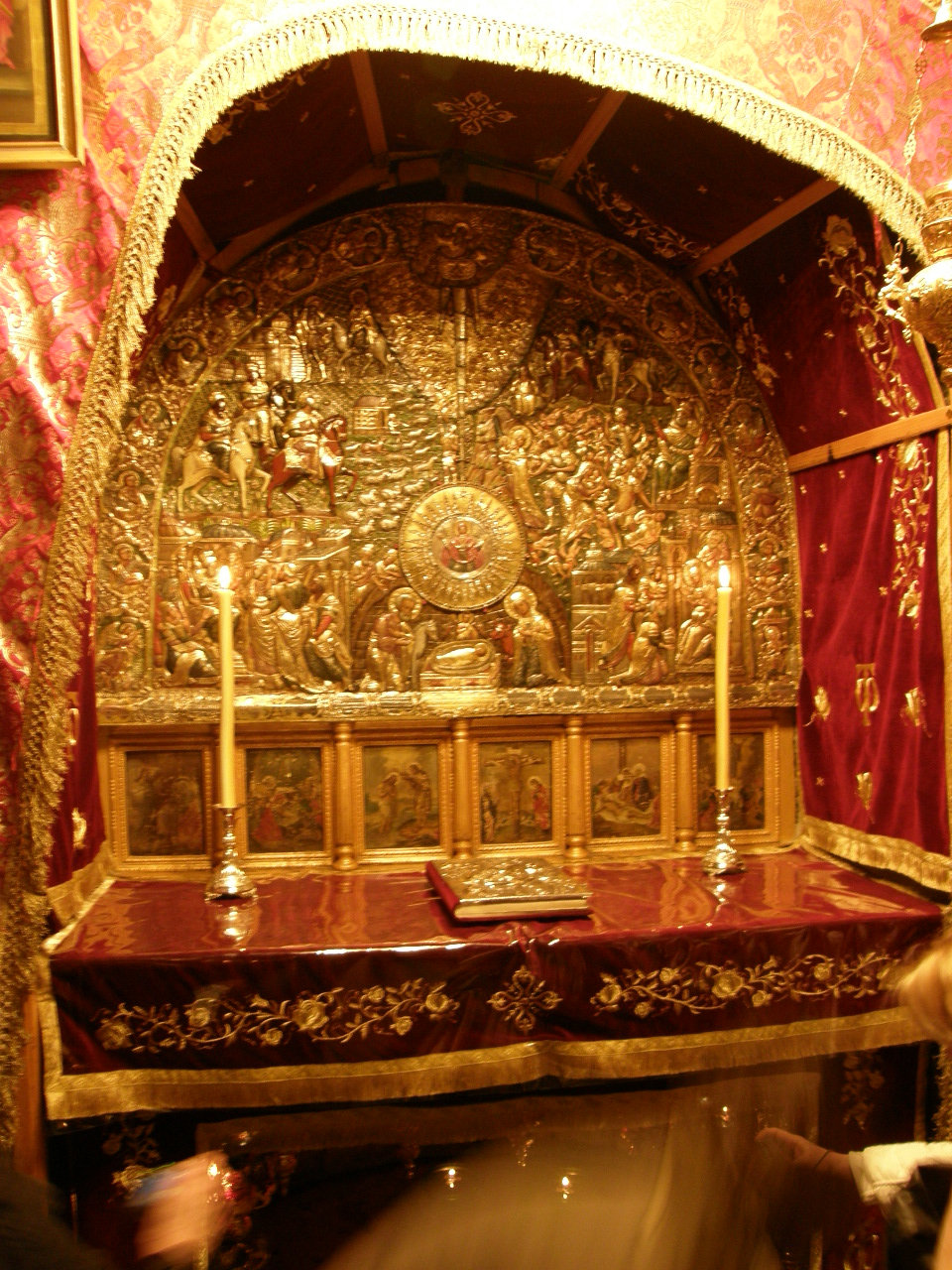
A parte superior do Altar da Natividade
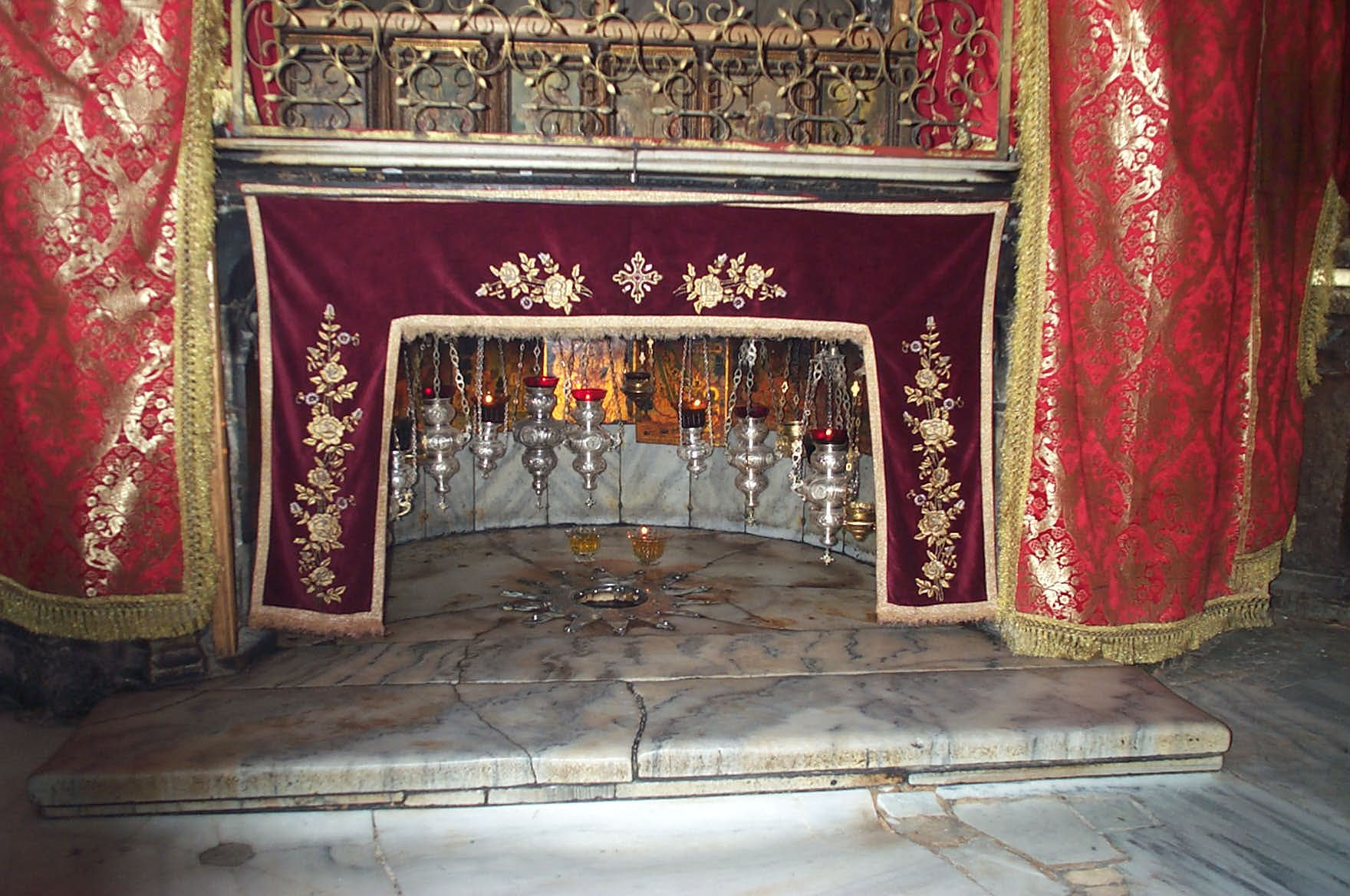
O Altar da Natividade, sob o qual está a estrela que marca o local onde a tradição diz que Jesus nasceu